# 鷹司信子
鷹司 信子（たかつかさ のぶこ、慶安4年（1651年） - 宝永6年2月7日（1709年3月17日））は、江戸幕府第5代将軍・徳川綱吉の正室（御台所）。院号は浄光院（じょうこういん）。左大臣従一位・鷹司教平の娘。母は冷泉為満女（鷹司家譜）。兄に関白・鷹司房輔、妹に霊元天皇中宮・鷹司房子（新上西門院）がいる。また、3代将軍・徳川家光の正室・鷹司孝子は大叔母、綱吉の養女で水戸藩世子・徳川吉孚の正室・八重姫（鷹司理子）は姪孫、徳川6代将軍・徳川家宣の正室・近衛熙子は再従妹にあたる。

## 経歴
鷹司教平の長女として京都で生れた。通称は小石君。
寛文3年（1663年）10月15日、当時上野国館林藩主であった徳川綱吉との縁組が発表され、翌4年 （1664年）9月に東福門院の女房が付き従って下向し、18日に神田御殿にて婚礼を挙げた 。子宝には恵まれなかったが、綱吉とは一緒に能を鑑賞したり、祭礼見物をしたりと、行動を共にする機会が多く、これは側室のお伝の方が鶴姫、徳松を儲けても変わらなかった 。 
延宝8年（1680年）、綱吉の将軍就任により江戸城大奥に入る。貞享元年（1684年）、鶴姫の紀州藩主世子・徳川綱教への輿入れに際しては、新上西門院付きの元女房であった右衛門佐を鷹司家を通じて人選しており、鶴姫付きの上臈として随行させている。後に右衛門佐は江戸城へ戻り、綱吉付きの筆頭上臈御年寄として大奥を取り仕切った。
元禄4年（1691年）、ドイツ人医師のエンゲルベルト・ケンペルと江戸城表御殿で綱吉と共に対面しており、その折に信子を垣間見たケンペルは「小麦色の丸顔の美しい御方で、ヨーロッパ的な活々したぱっちりとした黒目が印象に残った。お姿から測れば背はかなり高く、御年は36歳（実際は41歳）位と思われた」と『日本誌』に記している。また同年には、姪孫にあたる鷹司輔信の娘・八重姫（徳川吉孚の正室）を引き取って養育した 。 
宝永6年（1709年）、綱吉が没すると、落飾して浄光院と号したが、綱吉の死から1か月も経たないうちに逝去した。享年59。戒名は浄光院殿円巌珠心大姉。墓所は東京都台東区の寛永寺。死因は夫綱吉同様に成人麻疹（はしか）と言われる。

## 逸話
- 綱吉の生母の桂昌院とは不仲であったとされ、綱吉との夫婦仲についても、2人の間に子女は産まれなかったことなどから不和であったとする説があるが、詳細は不明[6]。また側室・お伝の方が世嗣・徳松の生母として権勢をふるったことも快く思っていなかったというが、 これも史実的な根拠はない。
- 綱吉と信子が立て続けに急逝したことから、実は綱吉は、信子と御台所付御年寄・伊豆局の手によって殺害され、信子はその後自害したという俗説（『日光邯鄲枕』）が残っているが、信憑性に乏しい。

## 関連作品
小説
- 最悪の将軍（2019年・集英社文庫、著：朝井まかて）

漫画
- 愛の大奥 牡丹の章「犬将軍綱吉への復讐」（2010年・集英社、著：良歩五郎（原作）、富沢みどり（作画））
- 大奥（白泉社、著：よしながふみ）※男女逆転設定

映画
- 徳川女系図（1968年・東映、演：三浦布美子）
- 大奥〜永遠〜［右衛門佐・綱吉篇］（2012年・松竹、演：宮藤官九郎） ※男女逆転設定。役名は信平

テレビドラマ
- 大奥（1968年・関西テレビ、演：藤田佳子）
- 怪談（大奥あかずの間）（1972年・毎日放送、演：扇千景）
- 日本名作怪談劇場（大奥○秘開かずの間）（1979年・東京12チャンネル、演：雪代敬子）
- 大奥（1983年・関西テレビ、演：司葉子）
- 八代将軍吉宗（1995年・NHK大河ドラマ、演：松原智恵子）
- 元禄繚乱（1999年・NHK大河ドラマ、演：涼風真世）
- 大奥（2003年・フジテレビ、演：佐藤綾）
- 大奥〜華の乱〜（2005年・フジテレビ、演：藤原紀香）
- 水戸黄門（第38部）（2008年・TBS、演：飯島順子）
- 大奥（2023年・NHKドラマ10、演：本多力） ※男女逆転設定。役名は信平